# Manuel Contreras
Juan Manuel Guillermo Contreras Sepúlveda (Santiago, 4 de maio de 1929 — Santiago, 7 de agosto de 2015) foi um militar chileno e ex-chefe da DINA, a polícia secreta do Chile durante o governo militar do general Augusto Pinochet.
Como chefe da polícia secreta, ele foi o mais poderoso e temido homem do país, depois do general Pinochet. Foi condenado a 25 penas consecutivas, totalizando 289 anos de prisão por sequestros, desaparecimentos forçados e assassinatos, além de duas penas de prisão perpétua pela morte do ex-comandante em chefe do exército chileno do governo Salvador Allende, general Carlos Prats e sua esposa, em 1974.

## Operação Condor
Entre 1973 e 1977, Contreras liderou a DINA numa caçada internacional para localizar e assassinar oponentes políticos da ditadura militar, especialmente os membros dos partidos comunistas e socialistas e os integrantes do Movimento de Esquerda Revolucionária (MIR) exilados no exterior. De acordo com documentos liberados pelo governo norte-americano em setembro de 2000, os Estados Unidos apoiaram os contatos da CIA com Contreras entre 1974 e 1977, a despeito dos abusos aos direitos humanos que ocorriam no país. Em 1975, o governo de Gerald Ford havia chegado a conclusão que o chefe da polícia secreta era o principal obstáculo ao estabelecimento de um política de direitos humanos racional e razoável dentro do governo Pinochet, mas mesmo assim autorizou a CIA a continuar apoiando e trocando informações com Contreas, inclusive fazendo-lhe pagamentos pessoais neste mesmo ano.
Apesar da preocupação e conhecimento da CIA sobre o envolvimento da DINA e de Contreras no assassinato do ex-membro do gabinete de governo de Allende e embaixador chileno nos Estados Unidos Orlando Letelier e sua secretária americana Ronni Moffitt em Washington, D.C., a 21 de setembro de 1976, a CIA continuou ajudando e provendo Contreras de fundos até 1977.
Após o assassinato de Letelier, as tensões políticas cresceram entre Contreras e Pinochet e a DINA foi fechada em 1977, sendo substituída pela CNI (Central Nacional de Informaciones). Em 1979, Contreras deu baixa do exército depois de receber a patente de general.

## Sentenças de prisão e investigações judiciais
Em 1993, um corte chilena sentenciou Manuel Contreras a sete anos de prisão pelo assassinato de Orlando Letelier. O general rebelou-se contra a decisão judicial e fugiu para o sul do país, escondendo-se primeiro num regimento militar e depois num hospital. Depois de dois meses de fuga e sem conseguir apoio do exército, Contreras entregou-se e cumpriu pena num prisão militar até janeiro de 2001, quando foi transferido para prisão domiciliar até ser solto.
Entre 2002 e 2008, Contreras foi novamente processado e condenado a penas de prisão pelo sequestro e desaparecimento de vários opositores políticos do governo Pinochet. Também condenado por um tribunal argentino pela morte do ex-comandante chefe do exército chileno, no período de Salvados Allende, general Carlos Prats, e sua esposa Sofia, em 1974, em Buenos Aires, ele teve entretanto sua extradição para a Argentina negada pelo Chile. Mas, em junho de 2008, a Suprema Corte chilena o condenou a duas penas de prisão perpétua por estes assassinatos.
Em seu julgamento de 2005, Contreras acusou o general Augusto Pinochet de ter dado as ordens para as execuções de Letelier e Prats. Também declarou que a CNI, a sucessora da DINA, fez pagamentos mensais entre 1978 e 1980 a pessoas que haviam trabalhado com o agente da polícia secreta chilena, o americano Michael Townley, todas elas integrantes do movimento de extrema-direita Patria y Libertad.

## Morte
Sofrendo na prisão havia anos de câncer de cólon, hipertensão e diabetes que tinham afetado seus rins, razão pela qual fazia diálise três vezes por semana, morreu em 7 de agosto de 2015, aos 86 anos, no Hospital Militar de Santiago, onde estava internado, sem ter sido degradado do Exército pelo governo chileno, mantendo ainda a patente de general, sendo que a Justiça Militar chilena estipula que "a pena de morte e as de presídio e reclusão perpétuas levam consigo a degradação". Sua morte foi comemorada nas ruas de Santiago por um multidão de manifestantes, incluindo parentes de desaparecidos políticos durante a ditadura militar no Chile.